# Grand Prix de la Ville de Nogent-sur-Oise
Il Grand Prix de la ville de Nogent-sur-Oise è una corsa in linea maschile di ciclismo su strada, che si corre attorno alla città di Nogent-sur-Oise, in Francia, ogni anno nel mese di aprile. Fa parte del calendario UCI Europe Tour, classe 1.2.

## Albo d'oro
Aggiornato all'edizione 2024.
| Anno | Vincitore                                                  | Secondo                                                    | Terzo                                                      |
| ---- | ---------------------------------------------------------- | ---------------------------------------------------------- | ---------------------------------------------------------- |
| 1945 | Cadet                                                      |                                                            |                                                            |
| 1946 | Van Lerbergue                                              |                                                            |                                                            |
| 1947 | Lacour                                                     |                                                            |                                                            |
| 1948 | Bordinat                                                   |                                                            |                                                            |
| 1949 | Pieters                                                    |                                                            |                                                            |
| 1950 | Decroix                                                    |                                                            |                                                            |
| 1951 | Leitchmann                                                 |                                                            |                                                            |
| 1952 | Brachet                                                    |                                                            |                                                            |
| 1953 | André Hantutte                                             |                                                            |                                                            |
| 1954 | Gaillart                                                   |                                                            |                                                            |
| 1955 | Bernard Viot                                               |                                                            |                                                            |
| 1956 | Robert Trafert                                             |                                                            |                                                            |
| 1957 | Jean Hoffman                                               |                                                            |                                                            |
| 1958 | Robert Trafert                                             |                                                            |                                                            |
| 1959 | Daniel Dhieux                                              |                                                            |                                                            |
| 1960 | Guy Claud                                                  |                                                            |                                                            |
| 1961 | José Saura                                                 |                                                            |                                                            |
| 1962 | Jean-Paul Caffi                                            |                                                            |                                                            |
| 1963 | Bernard Launois                                            |                                                            |                                                            |
| 1964 | Laurence Byers                                             |                                                            |                                                            |
| 1965 | Henri Hiddinga                                             |                                                            |                                                            |
| 1966 | Claude Guyot                                               |                                                            |                                                            |
| 1967 | Dominique Dussez                                           |                                                            |                                                            |
| 1968 | Giovanni Fusco                                             |                                                            |                                                            |
| 1969 | Joël Grandsir                                              |                                                            |                                                            |
| 1970 | Jean-Pierre Loth                                           |                                                            |                                                            |
| 1971 | Joël Girard                                                |                                                            |                                                            |
| 1972 | Thierry Grandsir                                           |                                                            |                                                            |
| 1973 | Gérard Auguet                                              |                                                            |                                                            |
| 1974 | Thierry Grandsir                                           |                                                            |                                                            |
| 1975 | Eric Lalouette                                             |                                                            |                                                            |
| 1976 | André Fosse                                                |                                                            |                                                            |
| 1977 | Yves Daniel                                                |                                                            |                                                            |
| 1978 | Eric Lalouette                                             |                                                            |                                                            |
| 1979 | Gérard Aviegne                                             |                                                            |                                                            |
| 1980 | André Fosse                                                |                                                            |                                                            |
| 1981 | Michel Duffour                                             |                                                            |                                                            |
| 1982 | Bernard Stoerssel                                          |                                                            |                                                            |
| 1983 | Gilles Benichon                                            |                                                            |                                                            |
| 1984 | Thierry Lefèvre                                            |                                                            |                                                            |
| 1985 | Jean-Luc Carer                                             |                                                            |                                                            |
| 1986 | Leigh Chapman                                              |                                                            |                                                            |
| 1987 | Yannick Foirest                                            |                                                            |                                                            |
| 1988 | Marc Ricaux                                                |                                                            |                                                            |
| 1989 | Jean-Claude Andrieux                                       |                                                            |                                                            |
| 1990 | Eddy Seigneur                                              |                                                            |                                                            |
| 1991 | Jean-Sebastien Mizzi                                       |                                                            |                                                            |
| 1992 | Jean-Christophe Rogert                                     |                                                            |                                                            |
| 1993 | Michel Dubreuil                                            |                                                            |                                                            |
| 1994 | Jean-Jacques Moros                                         |                                                            |                                                            |
| 1995 | Jean-Michel Tilloy                                         |                                                            |                                                            |
| 1996 | Arnaud Auguste                                             |                                                            |                                                            |
| 1997 | Samuel Renaux                                              |                                                            |                                                            |
| 1998 | Mickaël Leveau                                             |                                                            |                                                            |
| 1999 | Arturas Trumpauskas                                        |                                                            |                                                            |
| 2000 | Sébastien Six                                              |                                                            |                                                            |
| 2001 | Philippe Vereecke                                          |                                                            |                                                            |
| 2002 | Pascal Carlot                                              |                                                            |                                                            |
| 2003 | Marc Chamoine                                              |                                                            |                                                            |
| 2004 | Kilian Patour                                              |                                                            |                                                            |
| 2005 | Tristan Valentin                                           | Médéric Clain                                              | Samuel Gicquel                                             |
| 2006 | Jos Pronk                                                  | Fredrik Johansson                                          | Piotr Chmielewski                                          |
| 2007 | Mateusz Mróz                                               | Martin Mortensen                                           | Ivan Seledkov                                              |
| 2008 | Evaldas Šiškevičius                                        | Cyril Bessy                                                | Andrius Buividas                                           |
| 2009 | Martin Pedersen                                            | Alexis Bodiot                                              | Erki Pütsep                                                |
| 2010 | Vytautas Kaupas                                            | Aleksandr Mironov                                          | Dmitrij Samochvalov                                        |
| 2011 | Aleksej Catevič                                            | Barry Markus                                               | Ioannis Tamouridis                                         |
| 2012 | Igor' Boev                                                 | Alexis Bodiot                                              | Steve Schets                                               |
| 2013 | Alexander Kamp                                             | Alexis Bodiot                                              | Manabu Ishibashi                                           |
| 2014 | Clément Penven                                             | Quentin Pacher                                             | François Lamiraud                                          |
| 2015 | Robin Stenuit                                              | Andrea Pasqualon                                           | Kevyn Ista                                                 |
| 2016 | Guillaume Gaboriaud                                        | Étienne Fabre                                              | Clément Russo                                              |
| 2017 | Jordan Levasseur                                           | Dimitri Peyskens                                           | Benoît Jarrier                                             |
| 2018 | Julien Antomarchi                                          | Mickaël Guichard                                           | Florent Pereira                                            |
| 2019 | Emiel Vermeulen                                            | Maxime Urruty                                              | Samuel Leroux                                              |
| 2020 | annullata a causa della Pandemia di COVID-19 del 2019-2021 | annullata a causa della Pandemia di COVID-19 del 2019-2021 | annullata a causa della Pandemia di COVID-19 del 2019-2021 |
| 2021 | Karl Patrick Lauk                                          | Morne Van Niekerk                                          | Mickaël Guichard                                           |
| 2022 | Alexandar Richardson                                       | Baptiste Veistroffer                                       | Maxime Dransart                                            |
| 2023 | annullata                                                  | annullata                                                  | annullata                                                  |
| 2024 | Justin Ducret                                              | Yacine Hamza                                               | Ronan Augé                                                 |
| 2025 | annullata                                                  | annullata                                                  | annullata                                                  |